# Polícar
Polícar è un comune spagnolo di 266 abitanti situato nella comunità autonoma dell'Andalusia.